# Hygrobiella
Hygrobiella, rod jetrenjarki smješten u vlastitu porodicu Hygrobiellaceae, dio podreda Jungermanniineae. Porodica je opisana 2014. a rod 1882.

## Vrste
1. Hygrobiella acuminata Herzog
2. Hygrobiella australis Steph.
3. !Hygrobiella dusenii Steph.
4. !Hygrobiella intermedia Bakalin & Vilnet
5. Hygrobiella japonica Steph.
6. Hygrobiella kaalaasii Bryhn ex Arnell & C.E.O. Jensen
7. Hygrobiella laxifolia (Hook.) Spruce
8. Hygrobiella macgregorii Steph.
9. Hygrobiella mollusca (De Not.) Steph.
10. Hygrobiella myriocarpa (Carrington) Spruce
11. Hygrobiella nevicensis (Carrington) Spruce
12. Hygrobiella nishimurae N. Kitag.
13. !Hygrobiella squamosa Bakalin & Vilnet
14. Hygrobiella stolonacea Herzog